# Dhemaji (Distrikt)

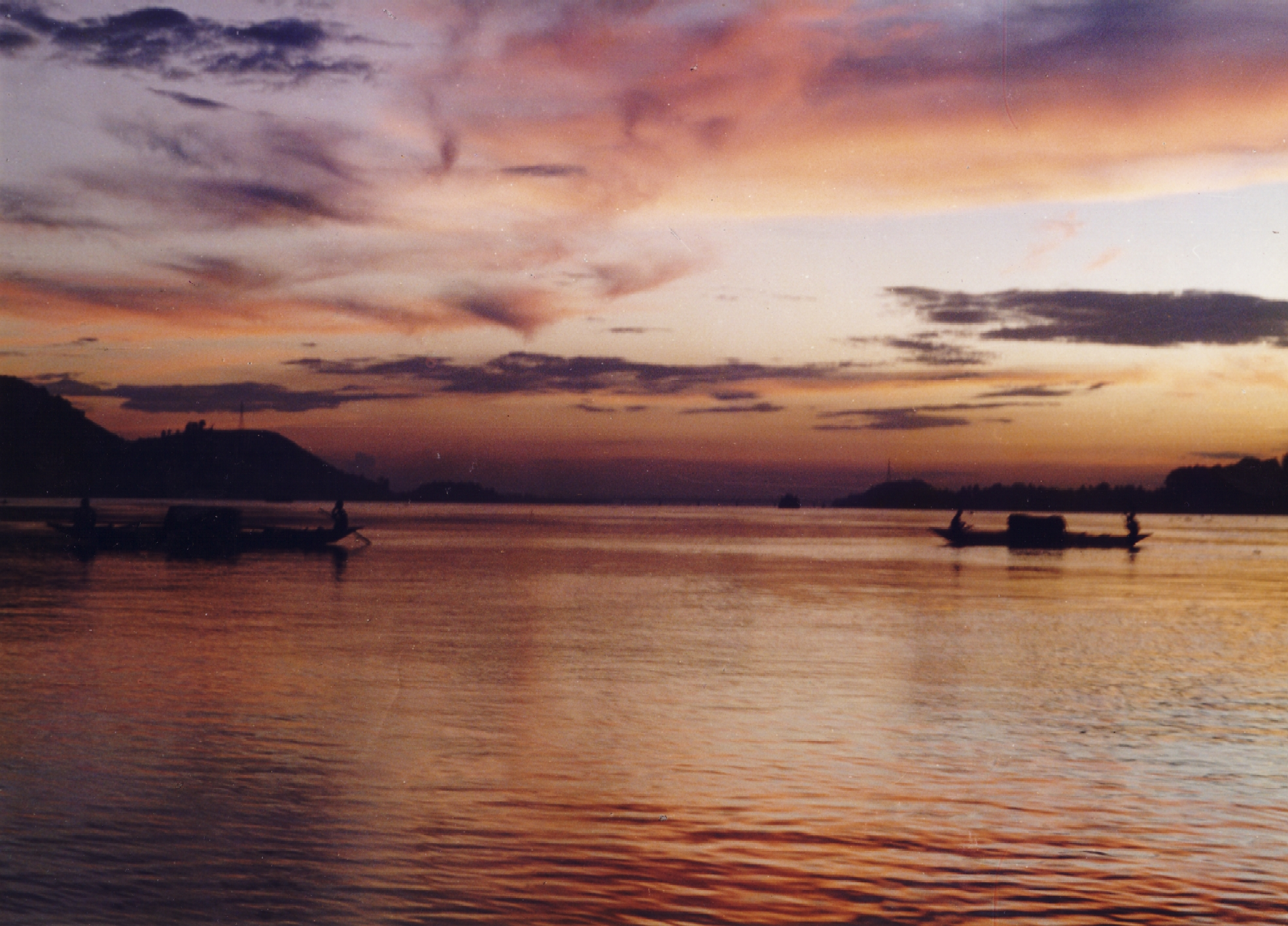
Der Fluss Brahmaputra fließt durch den Distrikt.

Dhemaji ist ein Distrikt im Osten des indischen Bundesstaat Assam. Verwaltungssitz ist die gleichnamige Stadt Dhemaji.

## Lage
Der Distrikt liegt im Nordosten Indiens nördlich des Brahmaputras. Er grenzt im Norden an den indischen Bundesstaat Arunachal Pradesh, im Osten an den Distrikt Tinsukia, im Süden an den Distrikt Dibrugarh und im Westen an den Distrikt Lakhimpur.

## Geografie
Der Distrikt gehört zu den Gebieten mit gemäßigtem Klima mit Temperaturen zwischen 8 und 35 Grad. Die jährlich 3000 mm Regen bringt hauptsächlich der Nordostmonsun. Der Brahmaputra ist der wichtigste Fluss im Distrikt. Er ist auch verantwortlich für die häufigen Überschwemmungen im Talgebiet.

## Geschichte
Das Gebiet gehörte zum Königreich Kamarupa. Meist herrschten im Verlauf der Jahrhunderte Dynastien, die dem Hinduismus angehörten. Nach dem Untergang von Kamarupa gab es vorerst nur lokale Dynastien. Im späten 14. Jahrhundert wurden die Gebiete des heutigen Distrikts Teil des Königreichs Chutia. Dieses Königreich wurde 1523/1524 in das Königreich Ahom eingegliedert, bei dem es bis 1826 blieb. In den letzten zehn Jahren allerdings als Untertanengebiet der Burmesen. Seit 1792 versuchte die Britische Ostindien-Kompanie sich im Gebiet festzusetzen. Mit dem Vertrag von Yandaboo nach dem Ersten Britisch-Birmanischen Krieg kam das Gebiet 1826 (bis 1947) unter britische Herrschaft. Danach teilte es das Schicksal des Distrikts Lakhimpur. Der heutige Distrikt entstand 1989 aus Teilen des Distrikts Lakhimpur.

## Bevölkerung
Nach der Volkszählung 2011 hat der Distrikt Dhemaji 686.133 Einwohner. Bei 212 Einwohnern pro Quadratkilometer ist der Distrikt dicht besiedelt. Der Distrikt ist dennoch überwiegend ländlich geprägt. Von den 686.133 Bewohnern wohnen 637.848 Personen (92,96 %) auf dem Land und 48.285 Menschen in städtischen Gemeinden.
Der Distrikt Dhemaji gehört zu den Gebieten Indiens, die in hoher Zahl von Angehörigen der „Stammesbevölkerung“ (scheduled tribes) besiedelt sind. Zu ihnen gehörten (2011) 325.560 Personen (47,45 Prozent der Distriktsbevölkerung). Es gibt 44.225 Dalits (scheduled castes; 6,45 Prozent der Distriktsbevölkerung) im Distrikt.
Die Bevölkerung besteht mehrheitlich aus Leuten, die im Distrikt geboren wurden. Von den Bewohnern sind 587.224 Personen (85,58 Prozent der Bewohner) im Distrikt geboren. Insgesamt 10.107 Personen wurden in anderen indischen Bundesstaaten geboren (darunter 2.876 Personen in Bihar, 2.095 Personen in Arunachal Pradesh, 1.685 Personen in Westbengalen, 999 Personen in Uttar Pradesh, 891 in Tripura und 463 Personen in Meghalaya). Von den 1.871 im Ausland geborenen Personen sind 1.056 aus Bangladesch, 391 aus Nepal und 186 aus Pakistan.

### Bevölkerungsentwicklung
Wie überall in Indien wächst die Einwohnerzahl im Distrikt Dhemaji seit Jahrzehnten stark an. Die Zunahme betrug in den Jahren 2001–2011 20 Prozent (19,97 %). In diesen zehn Jahren nahm die Bevölkerung um rund 114.000 Menschen zu. Die Entwicklung verdeutlicht folgende Tabelle:

### Bedeutende Orte
Im Distrikt gibt es mit dem Distriktshauptort Dhemaji und Silapathar zwei Orte mit mehr als 10.000 Einwohnern. Hinzu kommen zwei weitere Orte, die als Städte (notified towns) gelten.

### Bevölkerung des Distrikts nach Geschlecht
Der Distrikt hatte – für Indien üblich – stets mehr männliche als weibliche Einwohner. Doch bis 1971 war der Männerüberhang selbst für indische Verhältnisse überdurchschnittlich hoch. Bei den jüngsten Bewohnern (104.247 Personen unter 7 Jahren) liegen die Anteile bei 53.457 Personen männlichen (51,28 Prozent) zu 50.790 Personen (48,72 Prozent) weiblichen Geschlechts.
| Verteilung der Bevölkerung nach Geschlecht im Distrikt Dhemaji |                   |                   |                   |                   |                   |                   |                   |                   |                   |                   |                   |                   |
|                                                                | Volkszählung 1961 | Volkszählung 1961 | Volkszählung 1971 | Volkszählung 1971 | Volkszählung 1981 | Volkszählung 1981 | Volkszählung 1991 | Volkszählung 1991 | Volkszählung 2001 | Volkszählung 2001 | Volkszählung 2011 | Volkszählung 2011 |
| Anzahl                                                         | Anteil            | Anzahl            | Anteil            | Anzahl            | Anteil            | Anzahl            | Anteil            | Anzahl            | Anteil            | Anzahl            | Anteil            |                   |
| GESAMT                                                         | 113.439           | 100 %             | 230.762           | 100 %             | –                 | −                 | 478.830           | 100 %             | 571.944           | 100 %             | 686.133           | 100 %             |
| Männer                                                         | 60.240            | 53,10 %           | 123.119           | 53,35 %           | –                 | −                 | 248.457           | 51,89 %           | 294.643           | 51,52 %           | 351.249           | 51,19 %           |
| Frauen                                                         | 53.199            | 46,90 %           | 107.643           | 46,65 %           | –                 | −                 | 230.373           | 48,11 %           | 277.301           | 48,48 %           | 334.884           | 48,81 %           |

### Bevölkerung des Distrikts nach Sprachen
Unter der Stammesbevölkerung sind verschiedene tibetobirmanische Sprachen verbreitet. Amtssprache ist das Assamesische, die Hauptsprache Assams. Die Bevölkerung im Distrikt Dhemaji ist sprachlich stark gemischt. Aber rund 94 Prozent der Einwohnerschaft benutzen eine der fünf Hauptsprachen.
Im Zilla Dhakuakhana sprechen 15.827 Personen (53,51 Prozent der Bevölkerung) Assami, 11.971 Personen (40,48 Prozent der Bevölkerung) Miri/Mishing und 940 Personen (3,18 Prozent der Bevölkerung) Nepali.
Im Zilla Dhemaji sprechen 106.774 Personen (76,31 Prozent der Bevölkerung) Assami, 21.512 Personen (15,37 Prozent der Bevölkerung) Miri/Mishing und 4.884 Personen (3,49 Prozent der Bevölkerung) Bengali.
Im Zilla Gogamukh sprechen 44.431 Personen (44,99 Prozent der Bevölkerung) Assami, 25.332 Personen (25,65 Prozent der Bevölkerung) Miri/Mishing 9.869 Personen (9,99 Prozent der Bevölkerung) Bodo/Boro, 5.723 Personen (5,79 Prozent der Bevölkerung) Nepali, 5.191 Personen (5,26 Prozent der Bevölkerung) Bengali, 2.810 Personen (2,85 Prozent der Bevölkerung) Deori, 1.288 Personen (1,30 Prozent der Bevölkerung) Hindi und 1.146 Personen (1,16 Prozent der Bevölkerung) Santali.
Im Zilla Jonai sprechen 83.499 Personen (49,15 Prozent der Bevölkerung) Miri/Mishing, 29.746 Personen (17,51 Prozent der Bevölkerung) Assami, 26.643 Personen (15,68 Prozent der Bevölkerung) Bodo/Boro, 10.113 Personen (5,95 Prozent der Bevölkerung) Nepali, 8.348 Personen (4,91 Prozent der Bevölkerung) Bengali, 2.601 Personen (1,53 Prozent der Bevölkerung) Hindi und 2.104 Personen (1,24 Prozent der Bevölkerung) Bhojpuri.
Im Zilla Sissibargaon sprechen 75.547 Personen (32,28 Prozent der Bevölkerung) Miri/Mishing, 68.767 Personen (29,38 Prozent der Bevölkerung) Assami, 16.574 Personen (7,08 Prozent der Bevölkerung) Nepali, 7.356 Personen (3,14 Prozent der Bevölkerung) Bodo/Boro und 4.879 Personen (2,08 Prozent der Bevölkerung) Hindi.
Im Zilla Subansiri sprechen 5.343 Personen (38,30 Prozent der Bevölkerung) Miri/Mishing, 3.275 Personen (23,48 Prozent der Bevölkerung) Assami, 1.765 Personen (12,65 Prozent der Bevölkerung) Haijong/Hajong, 1.314 Personen (9,42 Prozent der Bevölkerung) Bodo/Boro und 961 Personen (6,89 Prozent der Bevölkerung) Nepali.
Die meistgesprochenen Sprachen zeigt die folgende Tabelle:
| Jahr                                   | Assami  | Assami | Miri/Mishing | Miri/Mishing | Bengali | Bengali | Bodo/Boro | Bodo/Boro | Nepali | Nepali | Hindi  | Hindi | Bhojpuri | Bhojpuri | Deori | Deori | Gesamt  | Gesamt   |
| Jahr                                   | Zahl    | %      | Zahl         | %            | Zahl    | %       | Zahl      | %         | Zahl   | %      | Zahl   | %     | Zahl     | %        | Zahl  | %     | Zahl    | %        |
| -------------------------------------- | ------- | ------ | ------------ | ------------ | ------- | ------- | --------- | --------- | ------ | ------ | ------ | ----- | -------- | -------- | ----- | ----- | ------- | -------- |
| 2011                                   | 268.820 | 39,18  | 223.204      | 32,53        | 67.250  | 9,80    | 47.529    | 6,93      | 36.058 | 5,26   | 10.230 | 1,49  | 6.041    | 0,88     | 5.872 | 0,86  | 686.133 | 100,00 % |
| Quelle: Ergebnis der Volkszählung 2011 |         |        |              |              |         |         |           |           |        |        |        |       |          |          |       |       |         |          |

### Bevölkerung des Distrikts nach Bekenntnissen
Eine klare Mehrheit von über 95 Prozent der Bevölkerung sind Hindus. Kleinere Minderheiten sind die Muslime und die Christen.
Die Muslime und Christen beschränken sich auf drei der sechs Zillas. Im Zilla Gogamukh sind 2.071 Personen (2,10 Prozent der Bevölkerung) Christen und 1.284 Personen (1,30 Prozent der Bevölkerung) Muslime, im Zilla Jonai sind 6.770 Personen (3,98 Prozent der Bevölkerung) Muslime und 3.148 Personen (1,85 Prozent der Bevölkerung) Christen und im Zilla Sissibargaon sind 4.618 Personen (1,97 Prozent der Bevölkerung) Muslime und 2.235 Personen (0,96 Prozent der Bevölkerung) Christen.
Alle anderen Religionsgemeinschaften sind nur ganz kleine Minderheiten und bestehen häufig aus Menschen aus anderen Regionen Indiens. Die genaue religiöse Zusammensetzung der Bevölkerung zeigt folgende Tabelle:
| Jahr                                   | Buddhisten | Buddhisten | Christen | Christen | Hindus  | Hindus | Jainas | Jainas | Muslime | Muslime | Sikhs | Sikhs | Andere | Andere | keine Angaben | keine Angaben | Gesamt  | Gesamt   |
| Jahr                                   | Zahl       | %          | Zahl     | %        | Zahl    | %      | Zahl   | %      | Zahl    | %       | Zahl  | %     | Zahl   | %      | Zahl          | %             | Zahl    | %        |
| -------------------------------------- | ---------- | ---------- | -------- | -------- | ------- | ------ | ------ | ------ | ------- | ------- | ----- | ----- | ------ | ------ | ------------- | ------------- | ------- | -------- |
| 2011                                   | 911        | 0,13       | 8.711    | 1,27     | 655.052 | 95,47  | 167    | 0,02   | 13.475  | 1,96    | 297   | 0,04  | 6.315  | 0,92   | 1.205         | 0,18          | 686.133 | 100,00 % |
| Quelle: Ergebnis der Volkszählung 2011 |            |            |          |          |         |        |        |        |         |         |       |       |        |        |               |               |         |          |

## Bildung
Dank bedeutender Anstrengungen ist die Alphabetisierung in den letzten Jahrzehnten stark gestiegen. Im städtischen Bereich können über 84 Prozent lesen und schreiben. Auf dem Land sind es dagegen nur sind es nur rund sieben von zehn Menschen. Typisch für indische Verhältnisse sind die starken Unterschiede zwischen den Geschlechtern und der Stadt-/Landbevölkerung.
| Alphabetisierung im Distrikt Dhemaji   |                   |                   |
| Einheit                                | Volkszählung 2011 | Volkszählung 2011 |
| Einheit                                | Anzahl            | Anteil            |
| GESAMT                                 | 423.028           | 72,70 %           |
| Männer                                 | 237.761           | 79,84 %           |
| Frauen                                 | 185.267           | 65,21 %           |
| STADT GESAMT                           | 35.616            | 84,02 %           |
| Stadt-Männer                           | 19.379            | 88,42 %           |
| Stadt-Frauen                           | 16.237            | 79,31 %           |
| LAND GESAMT                            | 387.412           | 71,81 %           |
| Land-Männer                            | 218.382           | 79,16 %           |
| Land-Frauen                            | 169.030           | 64,12 %           |
| Quelle: Ergebnis der Volkszählung 2011 |                   |                   |

## Verwaltungsgliederung
Der Distrikt war bei der letzten Volkszählung 2011 in sechs Subdivisionen aufgeteilt.
| Bevölkerung in den Subdivisionen |                  |                  |         |         |          |          |         |         |              |              |                |                |
|                                  | Dhakuakhana (Pt) | Dhakuakhana (Pt) | Dhemaji | Dhemaji | Gogamukh | Gogamukh | Jonai   | Jonai   | Sissibargaon | Sissibargaon | Subansiri (Pt) | Subansiri (Pt) |
| Anzahl                           | Anteil           | Anzahl           | Anteil  | Anzahl  | Anteil   | Anzahl   | Anteil  | Anzahl  | Anteil       | Anzahl       | Anteil         |                |
| GESAMT                           | 29.575           | 100 %            | 139.920 | 100 %   | 98.760   | 100 %    | 169.898 | 100 %   | 234.030      | 100 %        | 13.950         | 100 %          |
| Männer                           | 14.825           | 50,13 %          | 71.111  | 50,82 % | 49.642   | 50,27 %  | 87.234  | 51,34 % | 121.198      | 51,79 %      | 7.239          | 51,89 %        |
| Frauen                           | 14.750           | 49,87 %          | 68.809  | 49,18 % | 49.118   | 49,73 %  | 82.664  | 48,66 % | 112.832      | 48,21 %      | 6.711          | 48,11 %        |
| Stadt                            | 0                | 0 %              | 12.816  | 9,16 %  | 0        | 0 %      | 9.807   | 5,77 %  | 25.662       | 10,97 %      | 0              | 0 %            |
| Land                             | 29.575           | 100 %            | 127.104 | 90,84 % | 97.760   | 100 %    | 160.091 | 94,23 % | 208.368      | 89,03 %      | 13.950         | 100 %          |

## Wirtschaft
Die Landwirtschaft ist die vorwiegende Einkommensquelle für die meisten Einwohner. Hauptsächlich werden Reis, Senfkorn, Kartoffeln und Hülsenfrüchte angebaut. Die wichtigsten Nutztiere sind Schweine und Ziegen.